# Théobald Burnell
Théobald Burnell (né à Bruxelles, le 7 mai 1815, et mort à Saint-Josse-ten-Noode, Belgique, le 29 mars 1896) est un officier de l'armée belge connu comme aide de camp de Philippe comte de Flandre et pour sa mission d'observation lors de la Guerre franco-allemande de 1870.

## Biographie
Théobald Adolphe Stanislas Burnell est le fils naturel d'Auguste Ferron de La Ferronnays et de Marie Anne Acton, veuve de John Acton (6e baronnet). Il naît à Bruxelles le 7 mai 1815 durant la période des Cent-Jours au cours de laquelle son père est maréchal de camp au service du roi Louis XVIII. 
Il épouse à Bruxelles le 6 juin 1844 lady Thérèse Marie Eyre (1817-1899), issue d'une famille écossaise, qui lui donne quatre enfants :
- Auguste (1845-1918) (officier), marié à deux reprises (en 1870 avec Marie Hollanders et en 1906 avec Anna de Lannoy, dame d'honneur de la comtesse de Flandre), dont descendance des deux unions.
- Marie Pauline (née en 1847), mariée en 1874 avec Albert Bouchu, officier, dont descendance.
- Théobald (1849-1863).
- Berthe (1852-1916), mariée en 1877 avec Armand Huyttens de Terbecq, procureur du Roi, dont descendance.

Éduqué en France, il revient en Belgique à dix-sept ans où il est destiné à la carrière militaire. Maréchal des logis (1832), lieutenant (1843), puis capitaine au régiment des Guides, il devient officier instructeur à l'école d'équitation d'Ypres le 30 avril 1849. Il obtient la naturalisation ordinaire belge le 21 février 1851. Alors qu'il est capitaine-commandant instructeur au Ier régiment des cuirassiers, le roi Léopold Ier le choisit comme officier d'ordonnance le 30 novembre 1853, puis en 1855 comme aide de camp de son fils cadet Philippe comte de Flandre. Lors de la Guerre franco-allemande en 1870, il est de colonel dans l'armée d'observation à la frontière avec la France. En 1874, il est promu général-major.
Retraité de l'armée en 1874, il continue cependant à servir le comte de Flandre comme aide de camp, l'accompagnant lors de ses voyages et séjournant au domaine des Amerois. Mélomane, il prisait les soirées musicales et s'y rendait volontiers.
Il meurt subitement chez lui à la chaussée de Haecht à Saint-Josse-ten-Noode le 29 mars 1896 à sept heures et demie du matin d'une attaque d'apoplexie foudroyante. Lors de ses funérailles qui ont lieu le 3 avril suivant, le comte de Flandre, le prince Albert de Belgique et le prince Charles-Antoine de Hohenzollern sont présents. Après des absoutes à l'église royale Sainte-Marie de Schaerbeek, il est inhumé dans le caveau familial au cimetière de Laeken.

## Honneurs
- Commandeur de l'ordre de Léopold (Belgique) (30 novembre 1878)[9].
- Chevalier de l'ordre de la Couronne de fer (Autriche) (1858).
- Commandeur de l'ordre du Lion de Zaeringen (Bade).
- Grand-croix de l'ordre du Mérite militaire (Bavière).
- Grand-croix de l'ordre de la Rose (Brésil) (1873).
- Grand-croix de l'ordre d'Isabelle la Catholique (Espagne).
- Grand-croix de l'ordre royal et distingué de Charles III d'Espagne (1872).
- Commandeur de la Légion d'Honneur de France (1876).
- Croix d'honneur de 2e classe de l'ordre royal de la maison de Hohenzollern.
- Commandeur de l'ordre de la Couronne de chêne (Luxembourg) (1859).
- Commandeur de l'ordre de Saint-Olaf (Norvège, 1860).
- Commandeur de l'ordre du Christ (Portugal).
- Commandeur de l'ordre de la Tour et de l'Épée (Portugal) (1855).
- Grand-croix de l'Ordre de la Couronne (Prusse).
- Grand-croix de l'ordre de l'Aigle rouge (Prusse) (1874).
- Grand-croix de l'ordre de la Couronne (Roumanie).
- Commandeur de l'ordre de l'Étoile de Roumanie
- Commandeur de l'ordre de Saint-Stanislas (Russie impériale) (1860).
- Chevalier de l'ordre de la maison ernestine de Saxe (1857).
- Commandeur de l'ordre royal d'Albert le Valeureux roi de Saxonie (Saxe) (1874).
- Commandeur de l'ordre de l'Épée (Suède) (1856).
- Commandeur de l'ordre du Nichan Iftikhar (Tunisie).
- Chevalier de l'ordre du Médjidié (Turquie).